# Гергард Енгель
Гергард Енгель (нім. Gerhard Engel; 13 квітня 1906, Губен — 9 грудня 1976, Мюнхен) — німецький офіцер, генерал-лейтенант вермахту. Кавалер Лицарського хреста Залізного хреста з дубовим листям.

## Біографія
5 жовтня 1925 року Енгель надійшов на службу стрільцем в 5-й прусський піхотний полк рейхсверу.  Після двох відряджень в піхотну школу в Дрездені служив у 2-й роті, а з квітня 1932 року — в 3-й роті. 10 вересня 1933 був призначений ад'ютантом 3-го батальйону в Ростоці. У 1937/38 роках командував 11-й ротою 27-го піхотного полку. У 1938/41 роках обіймав посаду ад'ютанта від сухопутних сил під керівництвом шеф-ад'ютанта вермахту Рудольфа Шмундта при верховному головнокомандувачі сухопутних військ. У 1941 році Енгель був призначений зв'язковим офіцером від сухопутних військ при Гітлері. 1 жовтня 1943 року за власним бажанням був направлений на фронт, де взяв на себе командування 27-м фузілерним полком під Невелем, а потім — 197-м гренадерським полком і 12-ю піхотною дивізією під Аахеном і в Арденнах. 1 квітня 1945 року Енгель був призначений командиром народної гренадерської дивізії імені Ульріха фон Гуттена в 20-му армійському корпусі в районі Галле. З 8 травня 1945 року по грудень 1947 року Енгель перебував у американському полоні.
Після звільнення з полону працював керівником цукрового заводу під Нерфеніхом, а потім інструментального заводу в Дюссельдорфі. Очолював товариство ветеранів 12-ї дивізії. У 1974 році Енгель випустив мемуари про період служби в головній ставці Гітлера, які є важливим джерелом історичної інформації.

## Звання
- Фанен-юнкер (17 серпня 1927)
- Лейтенант (1 вересня 1930)
- Оберлейтенант (1 липня 1933)
- Гауптман (1937)
- Майор (1941)
- Оберстлейтенант (1943)
- Оберст (травень 1944)
- Генерал-майор (листопад 1944)
- Генерал-лейтенант (1 квітня 1945)

## Нагороди
- Медаль «За вислугу років у Вермахті» 4-го і 3-го класу (2 жовтня 1936) — отримав 2 медалі одночасно.
- Медаль «У пам'ять 13 березня 1938 року» (21 листопада 1938)
- Орден Корони Італії, офіцерський хрест (14 липня 1938)
- Орден Святих Маврикія та Лазаря, офіцерський хрест (Італія) (14 липня 1938)
- Орден Заслуг (Угорщина), офіцерський хрест (3 січня 1939)
- Орден Святого Савви 3-го ступеня (Королівство Югославія) (28 липня 1939)
- Орден Корони Румунії, офіцерський хрест (7 червня 1940)
- Орден Хреста Свободи 2-го класу з мечами (Фінляндія) (16 грудня 1941)
- Хрест Воєнних заслуг  2-го і 1-го класу з мечами
- Німецький хрест у сріблі (16 жовтня 1943)
- Залізний хрест
  - 2-го класу (26 лютого 1944)
  - 1-го класу (23 травня 1944)
- Лицарський хрест Залізного хреста з дубовим листям
  - Лицарський хрест (4 липня 1944)
  - Дубове листя (№ 679; 11 грудня 1944)
- Нагрудний знак «За поранення» в золоті
- Штурмовий піхотний знак в сріблі
- Відзначений у Вермахтберіхт (26 листопада 1944)